# Sarmersbach
Sarmersbach ist eine Ortsgemeinde im Landkreis Vulkaneifel in Rheinland-Pfalz. Sie gehört der Verbandsgemeinde Daun an.

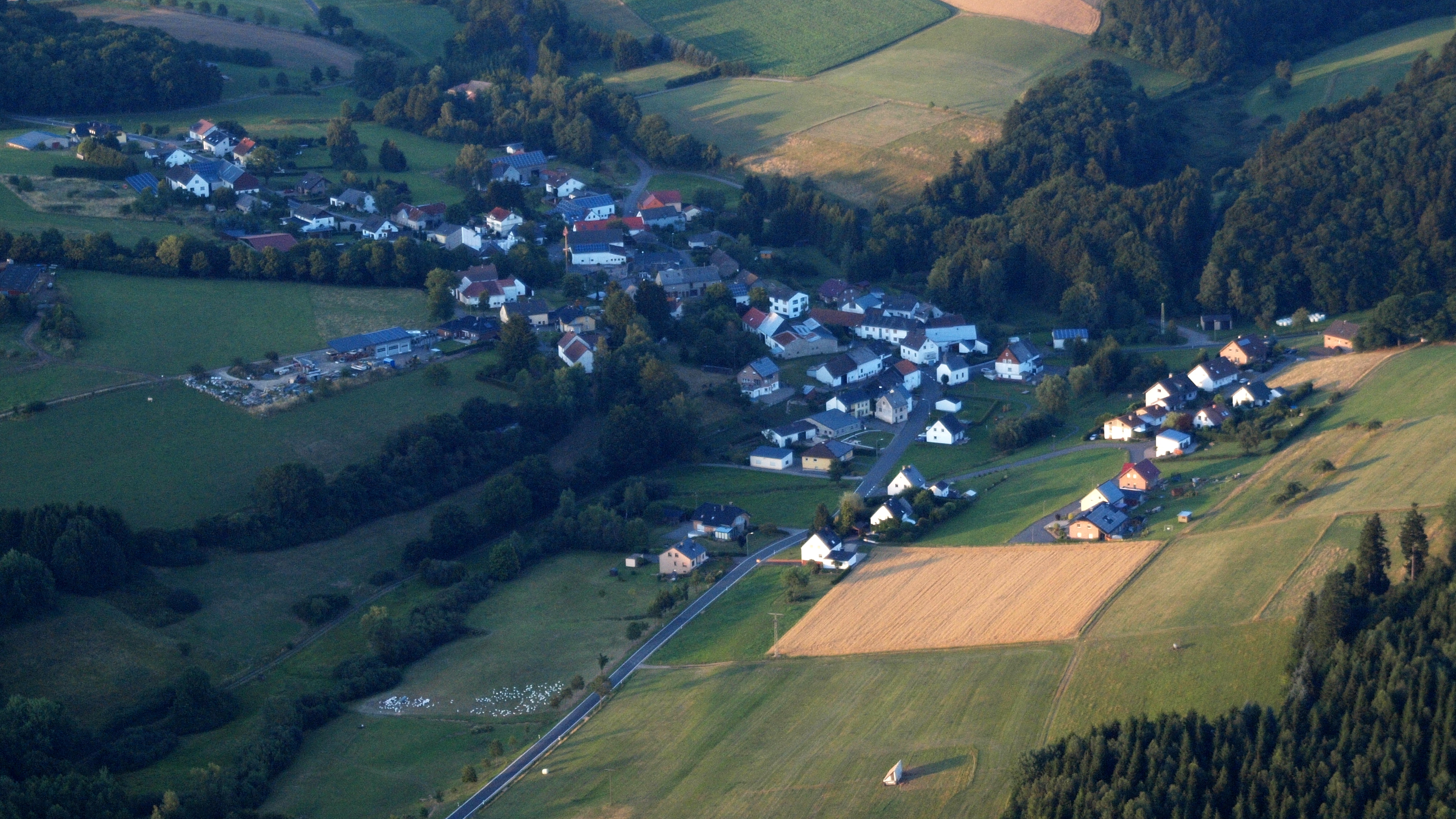
Sarmersbach, Luftaufnahme (2015)

Zu Sarmersbach gehören auch die Wohnplätze Auf der Wässer und Hof Ahrhausen.

## Geschichte

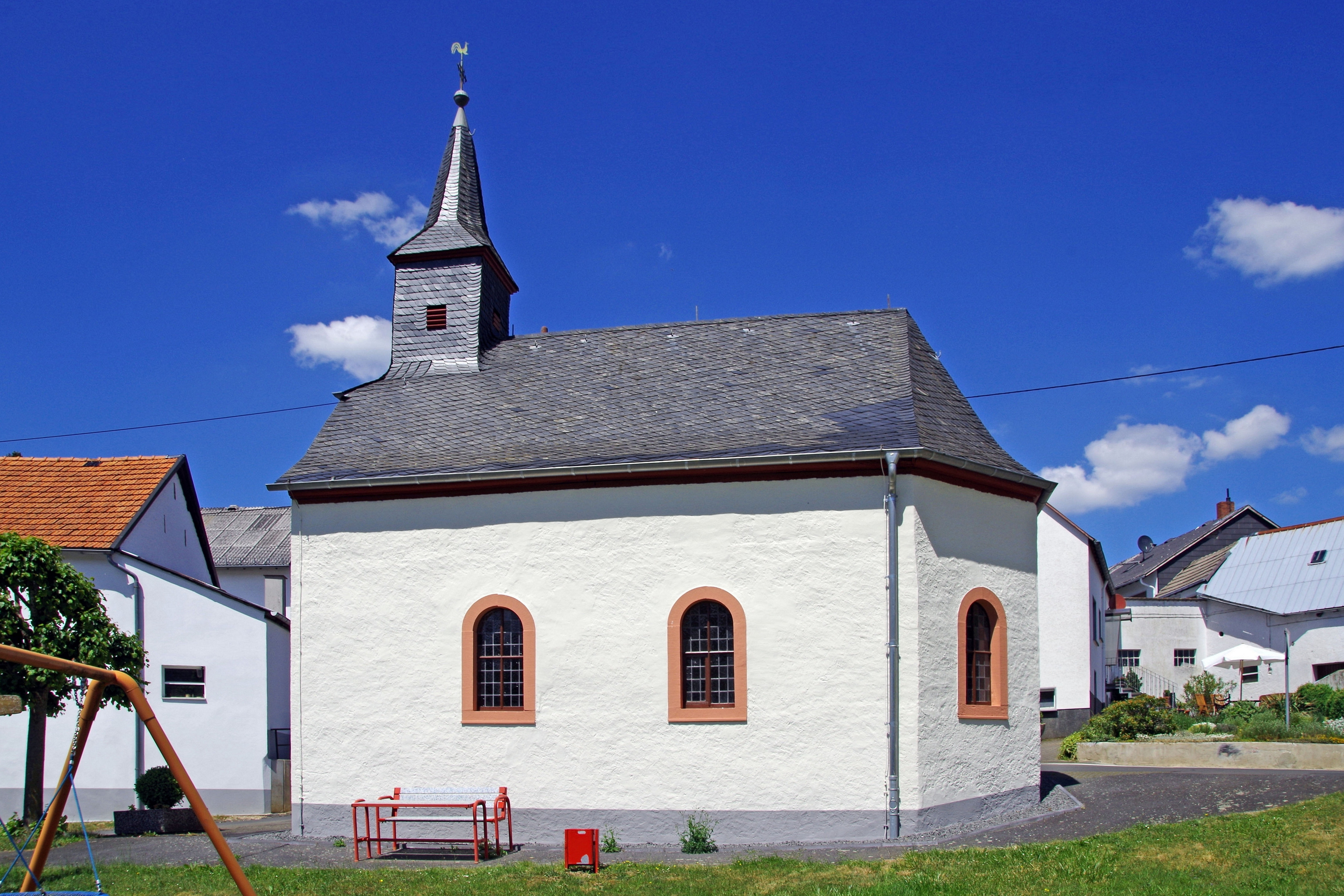
Filialkirche St. Nikolaus

1563 umfasste Sarmersbach zehn, 1684 sechs Feuerstellen. Landesherrlich gehörte die Ortschaft bis Ende des 18. Jahrhunderts zum Kurfürstentum Trier und unterstand als Teil des Zents Sarmersbach im Hochgericht Daun der Verwaltung des Amtes Daun. Zur Zent Sarmersbach gehörten auch die Ortschaften Nerdlen, Kradenbach, Gefell, Neichen und Beinhausen (mit der Kirche Hilgerath).
Einwohnerentwicklung
Die Entwicklung der Einwohnerzahl von Sarmersbach, die Werte von 1871 bis 1987 beruhen auf Volkszählungen:
| Jahr | Einwohner |
| ---- | --------- |
| 1815 | 91        |
| 1835 | 122       |
| 1871 | 153       |
| 1905 | 141       |
| 1939 | 159       |
| 1950 | 151       |

| Jahr | Einwohner |
| ---- | --------- |
| 1961 | 158       |
| 1970 | 181       |
| 1987 | 178       |
| 2005 | 192       |
| 2011 | 202       |
| 2017 | 180       |

## Politik

### Bürgermeister
Dieter Treis ist seit 2009 Ortsbürgermeister von Sarmersbach.
Sein Vorgänger Peter Hens hatte das Amt 15 Jahre ausgeübt.

### Wappen
| Wappen von Sarmersbach | Blasonierung: „Schild durch einen silbernen Wellenbalken geteilt, oben in Rot ein silbernes Balkenkreuz, unten in Grün ein silberner, hersehender Hirschkopf mit Kreuz.“ |
| Wappen von Sarmersbach | |

## Religion
Die Bürger von Sarmersbach sind zu ca. 90 % römisch-katholisch und gehören zur katholischen Pfarrei St. Hubertus Beinhausen mit der Pfarrkirche Hilgerath. Ein Fußmarsch über zwei Kilometer war in früherer Zeit für die Sarmersbacher Gläubigen selbstverständlich, um in großer Zahl an den Gottesdiensten in Hilgerath teilzunehmen.